# Rafael Primo de Rivera y Sobremonte
 Rafael Primo de Rivera y Sobremonte  (Montevideo, Río de la Plata, 12 de julio de 1813-Cádiz, España, 3 de febrero de 1902) fue un militar español que ejerció como gobernador de Puerto Rico entre 1873 y 1874.  

## Biografía
Rafael Primo de Rivera y Sobremonte nació en Montevideo Fue hijo de José Joaquín Primo de Rivera y Ortiz de Pinedo y de su esposa Juana María Nepomucena de Sobremonte y Larrazábal, hija del III marqués de Sobremonte, y hermano de Fernando Primo de Rivera y Sobremonte (I conde de San Fernando de la Unión), primer Marqués de Estella. Durante su carrera ocupó distintos puestos administrativos y militares. Así, fue gobernador militar de Huelva y comandante militar en Trinidad, Puerto Rico y el castillo de La Cabaña (Cuba). 
Rafael Primo de Rivera es uno de los firmantes de la Proclama a los españoles que el 19 de septiembre de 1868 dirigió el teniente general Juan Prim desde Cádiz, inicio de la Revolución de 1868.
Más tarde, entre 1868 y 1869, fue capitán general de Andalucía y de Valencia (1869), donde participó en la represión militar de la revolución federal que tuvo lugar en esa ciudad, bombardeando las zonas más pobladas de la misma. En 1870 fue Consejero de Estado y director general de artillería. En 1871, publicó el libro sobre economía La economía en los gastos públicos. Entre 1873 y 1874 ejerció como gobernador de Puerto Rico. Murió en 1902 en Cádiz.
Primo de Rivera y de Sobremonte se casó con María Williams Bedmar (quien provenía de Jerez de la Frontera, España) el 11 de noviembre de 1809, en Buenos Aires, Argentina. Con ella tuvo, al menos, una hija: Josefa Primo de Rivera y Williams (nacida el 31 de enero de 1848), quien se casaría con Diego de León y Muñoz-Cobo.Este último matrimonio le dio diez nietos a Primo de Rivera y de Sobremonte: Rafael, Josefa, Diego, Inés, Emilio, Teresa, Pilar, Estrella, Dolores e Ignacio de León y Primo de Rivera.